# Gustav Jahn (magistrat)
Pour les articles homonymes, voir Gustav Jahn.
Gustav Jahn (né le 26 septembre 1862 à Neudamm, mort le 9 avril 1940 à Berlin) est un juge allemand et premier président de la Cour suprême des Finances du Reich allemand.

## Biographie
Après des études de droit de sciences politiques à l'université de Berlin, il devient greffier en 1885 puis juge suppléant en 1889 et Magistrat de Berlin-Charlottenburg cinq ans après et l'année suivante juge adjoint à la Cour d'appel. En 1899, il travaille pour le ministère de la Justice puis le ministère de la Santé puis en 1903 est Geheimer Rat. En 1912, il intègre l'office du Reich au Trésor. En 1918, il est nommé président de la Cour suprême des Finances du Reich allemand à Munich. Il le sera jusqu'en 1930 après deux mandats de six ans.
Il s'est marié avec Gertrude Ludendorff, la sœur d'Erich Ludendorff.

## Source, notes et références
- (de) Cet article est partiellement ou en totalité issu de l’article de Wikipédia en allemand intitulé « Gustav Jahn (Richter) » (voir la liste des auteurs).